# Літологія

Літологія

Літоло́гія — наука (розділ петрографії) про осади і осадові гірські породи, їх склад, будову, походження і закономірності просторового розміщення.
Літологія як одна з галузей геології відособилася в кінці XIX — на початку XX ст. у результаті стратиграфічних, палеогеографічних та інших досліджень, що супроводжувалися вивченням речовинного складу осадових порід.
Сучасна літологія тісно стикається зі стратиграфією, тектонікою, палеогеографією, геохімією, мінералогією, геологією, гідрогеологією, інженерною геологією, морською геологією, палеонтологією, кліматологією, ґрунтознавством, а також з циклом фізико-хімічних і математичних наук.
Головні завдання літології полягають у виявленні закономірностей розподілу різних типів осадових порід і корисних копалин в загальному ході процесів породоутворення протягом геологічної історії Землі, в стратифікації і кореляції розрізів.
Основним шляхом вирішення цих завдань є генетичний (фаціальний) аналіз осадових порід, їх парагенетичних поєднань — осадових формацій, палеогеографічних обставин їх накопичення.
Синонім — седиментологія.